# Christoph Casetti
Christoph Casetti (* 4. Juni 1943 in Zürich; † 9. Februar 2020 in Chur) war ein Schweizer römisch-katholischer Geistlicher und Bischofsvikar im Bistum Chur.

## Leben
Christoph Casetti stammte aus einer Zürcher Architektenfamilie. Er studierte nach seiner Matura 1962 Philosophie in Rom und Paris, dann Theologie in Münster. 1973 wurde er mit der Dissertation Anthropologische Vorüberlegungen einer Moraltheologie der Hoffnung in Theologie in Münster promoviert. 1974 empfing er in Chur die Priesterweihe und wirkte zunächst als Vikar in Zürich. Ab 1982 war er für das Ordinariat in Chur tätig und von Bischof Johannes Vonderach zum Bischofsvikar ernannt. Bischof Wolfgang Haas bestellte ihn von 1990 bis 1993 zum Generalvikar für den Kanton Zürich. Seit 1993 war er Diözesanrichter des Bistums Chur tätig und engagierte sich in der Ehe- und Familienseelsorge sowie in der Geschiedenenpastoral. 2000 wurde er mit Errichtung des kirchlichen Gerichts im Erzbistum Vaduz dort Diözesanrichter. 2002 wurde er als Mitglied des Internationalen Rates für Katechese der Kongregation für den Klerus berufen. 2002 wurde er durch Bischof Amédée Grab zum Domsextar, 2003 zum Domkustos der Kathedrale Chur berufen.
Am 1. Juli 2008 erfolgte durch Bischof Vitus Huonder die Ernennung zum Bischofsvikar für das Ressort Pastoral (Ehe und Familie, Jugend, Weitergabe des Glaubens, Medien). Casetti war residierender Domherr von Chur und zudem als Pressesprecher und offizieller Exorzist des Bistums tätig. Er wurde als «der berühmteste Exorzist der Schweiz» wahrgenommen und leitete ein Team aus zehn im Bistum Chur mit kirchlicher Zulassung tätigen Exorzisten, weitaus mehr als in jedem anderen deutschsprachigen Bistum. Zuletzt war Casetti als Bischofsvikar für die Glaubensverkündigung und Katechese im Bistum Chur tätig. Darüber hinaus war er Mitglied im Bischofsrat sowie als residierender Domherr und Dompropst des Churer Domkapitels engagiert, dem die Wahl des Churer Bischofs obliegt. Casetti war über 22 Jahren Sprecher des Bischofs von Chur; 2010 übergab er das Amt an Giuseppe Gracia. Casetti war bis zu seinem Tode zudem Diözesanrichter und gewähltes Mitglied des Priesterrats des Erzbistums Vaduz. Seit 2014 wurde Casetti die volle Entscheidungsbefugnis für das Churer Priesterseminar St. Luzi erteilt, ohne jedoch Regens zu sein. Sein „Familienkatechismus“ wurde in die tschechische, slowenische, kroatische und die Hindu-Sprache übersetzt.
Casetti engagierte sich für zahlreiche Sozialprojekte im Heiligen Land. 1995 wurde er von Kardinal-Großmeister Carlo Kardinal Furno zum Ritter des Päpstlichen Ritterordens vom Heiligen Grab zu Jerusalem ernannt und durch den Bischof von Lugano, Eugenio Corecco, Großprior der Schweizer Statthalterei, investiert.

## Schriften
- René Sentis, Marie Sentis: Verantwortete Elternschaft. Verlag Wort und Werk, Nettetal 1985, ISBN 3-8050-0155-X, (Als Herausgeber der deutschen Ausgabe).
- Leitideen zum Hl. Jahr 2000 unter besonderer Berücksichtigung des Ablasses, (Vortrag am  13. März 2000 in Chur).
- Kleiner Familienkatechismus. Einfache Darstellung des katholischen Glaubens. Christiana-Verlag, Stein am Rhein 1996, (3. Auflage: ebenda 2002, ISBN 3-7171-0985-5).
  - Mali družinski katekizem. Preprosta razlaga katoliške vere. Salve, Ljubljana 1999, ISBN 961-211-141-3, (Zbirka Teološka knjižnica 19).
  - Petit catéchisme pour la famille. Présentation simple de la foi catholique, Ed. du Parvis, Hauteville Schweiz 2005, ISBN 2-88022-231-1.
- Die heilige Eucharistie. Referate der 17. „Internationalen Theologischen Sommerakademie 2005“ des Linzer Priesterkreises in Aigen/M. Stella-Maris-Verlag, Augsburg 2005, ISBN 3-934225-38-1, (Zusammen mit Franz Breid).
- Geheimnis ehelicher Liebe. Humanae vitae – 40 Jahre danach. Christiana Verlag, Stein am Rhein 2008, ISBN 978-3-902336-98-9, (Zusammen mit Maria Prügl).

## Ehrungen
- Ernennung zum Monsignore (Kaplan Seiner Heiligkeit) durch Papst Benedikt XVI. (2009)
- Helmut Prader, Elisabeth Strengele (Hrsg.): Ein Leben für das Leben: Festschrift zum 75. Geburtstag von Christoph Casetti. Dominus Verlag 2018, ISBN 978-3940879578